# Gant-Wevelgem 1939
La Gant-Wevelgem 1939 fou la 6a edició de la cursa ciclista Gant-Wevelgem. Es va disputar el 24 de maig de 1939 sobre un recorregut de 155 km. El vencedor fou el belga André Declerck, que s'imposà a l'esprint als seus dos companys d'escapada, els també belgues Frans Van Hellemont i Albert Van Laecke, segon i tercer respectivament.

## Classificació final
| Cilista | Equip                       | Temps      |
| ------- | --------------------------- | ---------- |
| 1       | André Declerck (BEL)        | 4h 23' 00" |
| 2       | Frans Van Hellemont (BEL)   | + 0"       |
| 3       | Albert Van Laecke (BEL)     | + 0"       |
| 4       | Louis Van Espenhout (BEL)   | + 1' 15"   |
| 5       | Georges Vandermeirsch (BEL) | + 1' 15"   |
| 6       | Victor Codron (BEL)         | + 1' 15"   |
| 7       | Albert Fonteyne (BEL)       | + 2' 40"   |
| 8       | Frans Van Ransbeeck (BEL)   | + 2' 40"   |
| 9       | Gabriel Jacobs (BEL)        | + 4' 40"   |
| 10      | Rémi Decroix (BEL)          | + 6' 30"   |